# Pterula epiphylloides
Pterula epiphylloides är en svampart som beskrevs av Corner 1952. Pterula epiphylloides ingår i släktet Pterula och familjen mattsvampar.   Inga underarter finns listade i Catalogue of Life.